# République d'Alba
Ne doit pas être confondu avec République partisane d'Alba.
25 avril – 28 avril 1796
Entités précédentes :
- Royaume de Sardaigne

Entités suivantes :
- Royaume de Sardaigne

La république d'Alba est un État éphémère qui a existé sur le territoire de l'actuel Piémont, en Italie, à la fin du XVIIIe siècle. 
Elle fut proclamée le 26 avril 1796 dans la ville d'Alba, l'une des nombreuses « républiques sœurs » créées lors des opérations militaires de Napoléon Bonaparte en Italie. Son existence fut brève, puisqu'elle revint au royaume de Sardaigne à la suite de l'armistice de Cherasco le 28 avril 1796.

## Histoire
Le 11 avril 1796, Napoléon Bonaparte commence la première campagne d'Italie. La France gagne de nombreuses batailles à Montenotte, Millesimo, Dego puis Mondovi. Le 26 avril, le patriote et jacobin italien Giovanni Antonio Ranza (it) proclame une république dans la ville d’Alba pour remplacer de la monarchie sarde sur le territoire piémontais. Quelques heures après la fondation, Alba impose de lourdes contributions aux communautés voisines, telles que Guarene, Corneliano et Castagnito. Si ces communes acceptent de se soumettre, il en va autrement pour Sommariva Perno, Vezza et Canale, qui refusent de contribuer à la cause républicaine. Ranza et ses compagnons rebelles présentent le projet alors à Napoléon Bonaparte, l’appelant à libérer l’ensemble de l’Italie de la « tyrannie ». Il propose ainsi la création d'une fédération regroupant toute l'Italie. Cependant, Bonaparte ignore leurs appels et écrit au Directoire français que le peuple piémontais n’est pas prêt politiquement et qu’il ne faut pas compter sur une révolution dans le Piémont.
Les commandants militaires français de l’époque n’ont aucun intérêt dans ce projet de république sœur italienne, et il s’est déjà terminé le 28 avril avec l’armistice de Cherasco, qui rend la majeure partie du Piémont au roi sarde, qui doit se retirer de la Première Coalition. Le traité de paix final de Paris, le 15 mai, entraîne la perte des duchés de Savoie, de Nice, de Tende et de Beuil au profit de la France, et garantit l’accès militaire aux troupes françaises traversant le sol piémontais.